# Cratès de Thèbes
Pour les articles homonymes, voir Cratès.
Cratès de Thèbes (en grec ancien : Κράτης), né vers 365 av. J.-C. à Thèbes et mort vers 285 av. J.-C., était un philosophe cynique de l'Antiquité. Il donna tout son argent pour vivre une vie de misère dans les rues d'Athènes. Il épousa Hipparchia, qui vécut avec lui de la même manière. Cratès est connu pour avoir été l'un des maîtres de Zénon de Kition, le fondateur du stoïcisme. Divers fragments d'enseignements de Cratès nous sont parvenus – y compris sa description (à moitié parodique et bouffonne, à moitié sérieuse) de la cité parfaite selon les Cyniques.

## Biographie
Cratès est né vers 365 av. J.-C. à Thèbes en Grèce. Il était le fils d'un nommé Ascondos et l'héritier d'une grande fortune à laquelle il renonça pour vivre une vie de pauvreté cynique à Athènes. La principale source biographique sur Cratès, le livre  VI de Vies, doctrines et sentences des philosophes illustres de Diogène Laërce, conserve plusieurs versions différentes de cette histoire. L'une d'elles le décrit donnant son argent aux citoyens de Thèbes, apparemment après avoir vu le roi  mendiant Télèphe dans une tragédie, tandis qu'une autre dit qu'il plaça son argent chez un banquier qui devait à sa mort le transmettre à ses fils sauf s'ils devenaient eux aussi philosophes, auquel cas il devait le distribuer aux pauvres. Cratès s'établit à Athènes, où une tradition discutable veut qu'il soit devenu l'élève de Diogène de Sinope. La relation précise entre Cratès et Diogène est incertaine. D'après Diogène Laërce, le premier parla élogieusement du second en se disant concitoyen de « Diogène que les attaques de l'envie ne peuvent atteindre ». Cratès est également décrit comme étant l'élève de Bryson et de Stilpon de Mégare. Il mena une vie de simplicité joyeuse, et Plutarque, qui fournit des renseignements assez précis sur le philosophe, le décrit ainsi : 

« Cratès, avec sa besace et son manteau grossier, passa toute sa vie à plaisanter et rire, comme s'il était à un festival. »

Selon l'empereur Julien, Cratès était difforme avec une jambe boiteuse et les épaules voûtées. Il fut surnommé « l'ouvre-porte » (en grec : θυρεπανοίκτης), parce qu'il entrait dans les maisons sans permission, ce qui ne l'empêchait pas d'y être accueilli avec joie et honneur :

« Il avait l'habitude d'entrer dans les maisons de ses amis, sans y être invité ou autrement appelé, afin de concilier les membres d'une même famille même s'il était évident qu'ils étaient profondément en désaccord. Il ne voulait pas les reprendre sévèrement, mais d'une manière apaisante, d'une manière qui était non accusatoire envers ceux qu'il corrigeait, car il voulait être à leur service. »

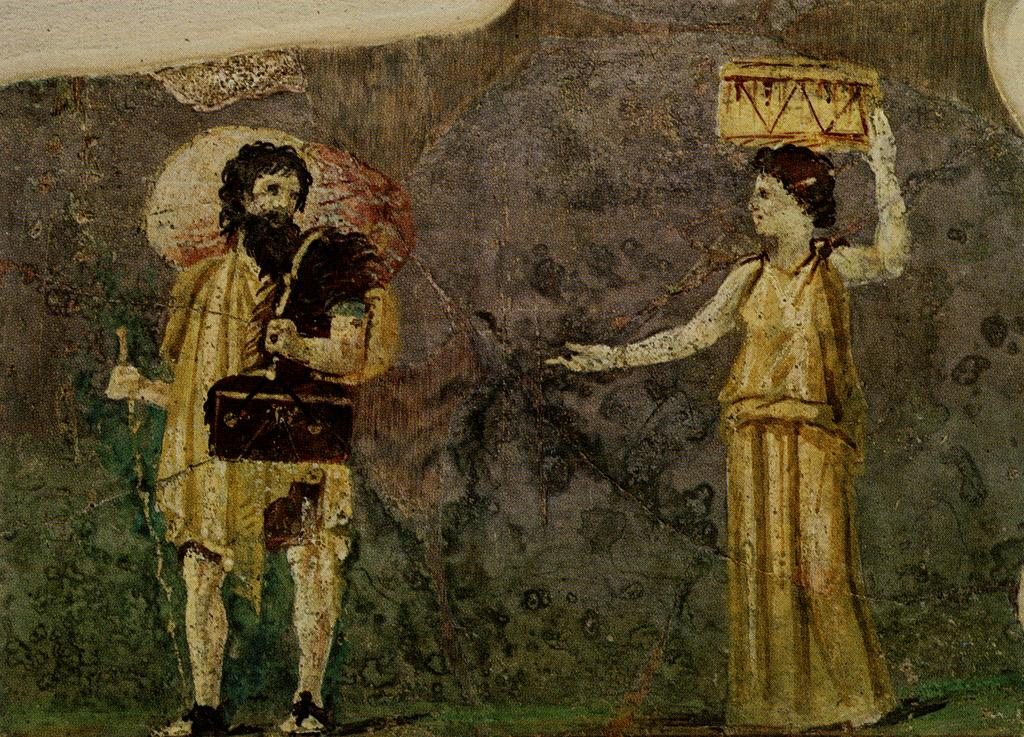
Les philosophes Cratès et Hipparchia, fresque murale dans le jardin de la Villa Farnesina, à Rome (vers Ier siècle de notre ère).

Cratès attira l'attention d'Hipparchia, la sœur d'un de ses élèves, Métroclès. À ses parents consternés, Hipparchia déclara être tombée amoureuse de Cratès, de sa vie et de ses enseignements. Rejetant son riche héritage de la même manière que Cratès, elle l'épousa. Ce mariage fut remarqué des Athéniens de l'époque du fait qu'il se fondait sur le respect mutuel et sur l'égalité au sein du couple. Le comportement d'Hipparchia se montrant partout avec Cratès, et même copulant en public avec lui, fit évidemment scandale. Cratès et Hipparchia eurent au moins deux enfants, une fille et un garçon nommé Pasiclès. Le philosophe est censé avoir initié ce dernier au sexe en l'emmenant dans un bordel et avoir permis à sa fille un mariage à l'essai d'un mois pour les prétendants potentiels.
Cratès fut le maître de Zénon de Kition dans les dernières années du IVe siècle et son influence sur le fondateur de la philosophie stoïcienne fut indubitablement très grande. Zénon considéra toujours Cratès avec le plus grand respect et quelques-uns des témoignages dont nous disposons sur le Thébain nous ont probablement été transmis par l'intermédiaire d'écrits de Zénon.
Parmi ses autres élèves figurent Métroclès, Monime, Ménippe, Cléanthe. Cratès était apparemment à Thèbes lorsque Démétrios de Phalère y fut exilé en -307. Il mourut à un âge très avancé vers -285 et fut enterré en Béotie.

## Philosophie
Cratès écrivit sur des sujets philosophiques un certain nombre de lettres dont le style est comparé par Diogène Laërce à celui de Platon ; ces lettres se sont perdues. Nous avons conservé 36 épîtres attribuées à Cratès, mais il s'agit d'une correspondance apocryphe et tardive, vraisemblablement élaborée au Ier siècle avant ou après J.-C.. Cratès serait également l'auteur de quelques tragédies philosophiques et de quelques poèmes appelés « jeux » (grec ancien : Παίγνια).
Plusieurs fragments de sa pensée nous sont parvenus. Cratès professait une ascèse simple, qui semble avoir été plus douce que celles de ses prédécesseurs.
Un fragment de ses "Jeux" (Παίγνια) décrit, en sept vers, la cité idéale de Πήρα ("Besace" ; ce nom renvoie plaisamment à l'attribut traditionnel des Cyniques) :

« Il est une cité nommée Besace, au milieu d'une fumée vineuse, / 
belle et opulente, entourée d'ordures, n'ayant rien, / 
où n'aborde aucun parasite imbécile, / 
ni aucun lécheur se réjouissant sur les fesses d'une putain. / 
Mais elle produit du thym, de l'ail, des figues et du pain. /
De là vient qu'ils ne se font pas la guerre pour ces choses-là, / 
et ne se procurent pas d'armes pour acquérir de l'argent ou conquérir la gloire
. »

Cratès exhortait les gens à préférer à tout autre aliment les lentilles pour leurs repas, attendu que le luxe et l'extravagance sont les principales causes de sédition et d'insurrection dans une ville. Cette plaisanterie allait plus tard inspirer la satire du livre IV des Deipnosophistes d'Athénée de Naucratis, où l'on voit un groupe de cyniques s'assoir pour un repas et se faire servir, cours après cours, de la soupe aux lentilles.